# Congrès de Lille (PS)
Pour les articles homonymes, voir Congrès de Lille.
Le congrès de Lille est le 66e congrès ordinaire du Parti socialiste français qui s'est déroulé du 3 au 5 avril 1987.

## Contexte
Le congrès de Lille intervient un an après la défaite aux élections législatives de 1986 qui provoque le retour de la droite au pouvoir avec la première cohabitation.
Le congrès a pour objectif de préparer la future élection présidentielle de 1988 sans savoir si François Mitterrand est candidat à sa réélection.

## Listes des contributions générales déposées
La phase des contributions générales et thématiques précède celle des motions. Elle permet de faire valoir des idées de groupe qui se rassemblent lors de celles des motions, beaucoup moins nombreuses. 
Cinq contributions nationales sont déposées :
- Rassembler pour gagner : présentée par Lionel Jospin, Pierre Bérégovoy, Bertrand Delanoë, Claude Estier, Laurent Fabius, Pierre Joxe, Louis Mermaz, Daniel Percheron, Michel Pezet, Dominique Strauss-Khan, Daniel Vaillant (mitterrandistes), Jean Poperen et Jean-Marc Ayrault.
- Pour le pays, une nouvelle frontière pour le Parti : présentée par Socialisme et République (ex-CERES) de Jean-Pierre Chevènement, Edwige Avice, Christian Bataille, Jean-Marie Bockel, Nicole Bricq, Pierre Carassus, Michel Charzat, Didier Motchane et Georges Sarre.
- Les voies de la reconquête : présentée par Michel Rocard et ses proches (Robert Chapuis, Claude Évin, Gérard Fuchs, Louis Le Pensec, Marie-Noëlle Lienemann, Alain Richard, Michel Sapin, Jean-Pierre Sueur).
- Socialisme et réalité : présentée par Pierre Mauroy et ses proches (Alain Chénard, Gérard Collomb, Michel Delebarre, Georges Frêche, Edmond Hervé, Jean Le Garrec, Charles-Émile Loo).
- Transcourants : présentée par Jean-Pierre Worms, François Hollande, Jean-Yves Le Drian.

Une contribution préparatoire nommée « le Monde du 14 janvier » , inspirée du mouvement étudiant de novembre 1986 et marquée à gauche, est présentée par le groupe Question socialiste (Julien Dray, Isabelle Thomas) rejoint par Convergence recherches initiative pour une alternative socialiste (CORIAS) une scission du CERES, et par quelques mitterrandistes comme Jean-Luc Mélenchon

## Congrès
Seule une motion unique intitulée « Rassembler pour gagner » menée par Lionel Jospin et regroupant l'ensemble des courants, est déposée.
Elle obtient 6 257 mandats (98,4 %) ; 5 mandats sont en « contre » et 82 en abstention.
Le parti rejette toute idée de dérive centriste. Les anciens Premiers ministres, Laurent Fabius, Pierre Mauroy, et les anciens ministres Pierre Bérégovoy, Jack Lang, Édith Cresson, Henri Emmanuelli ainsi que Louis Mermaz reviennent au Secrétariat national. L'idée d'un crédit-formation, offrant une deuxième chance aux exclus du système scolaire, figure dans la motion finale.
Lionel Jospin est réélu premier secrétaire avec pour mission de préparer la prochaine élection présidentielle.

## Composition de la nouvelle direction

### Comité directeur
Le comité directeur exécute et fait exécuter la motion d'orientation majoritairement adoptée par le congrès. Il constitue en quelque sorte le parlement interne du parti, car il est le reflet direct de la réalité des sensibilités et des courants du PS. À l'issue de ce congrès, les 131 membres sont issus de la motion unique. Il est présidé par Claude Estier.
Le nouveau comité directeur désigne les membres du Bureau exécutif et du Secrétariat national.

### Bureau exécutif
Le bureau exécutif assure l'administration et la direction du parti dans le cadre des attributions que lui délègue le comité directeur. Ses membres sont désignés selon les mêmes procédures que les membres du comité directeur :
- 27 membres issus de la motion unique, répartis selon les différents courants :
  - 12 « mitterrandistes » : Lionel Jospin, Pierre Bérégovoy, Edith Cresson, Marcel Debarge, Henri Emmanuelli, Laurent Fabius, Pierre Joxe, André Laignel, Louis Mermaz, Daniel Percheron, Michel Pezet et Dominique Strauss-Khan ;
  - 7 « rocardiens » : Michel Rocard, Pierre Brana, Robert Chapuis, Daniel Frachon, Gérard Fuchs, Louis Le Pensec et Ginette Leroux ;
  - 4 Socialisme et République : Jean-Pierre Chevènement, Michel Charzat, Pierre Guidoni et Georges Sarre ;
  - 3 « mauroyistes » : Pierre Mauroy, Michel Delebarre et Bernard Roman ;
  - 1 « poperéniste » : Jean Poperen.

### Secrétariat national
Les membres du secrétariat national sont élus par le comité directeur sur proposition du premier secrétaire. Ils ont la charge de la mise en œuvre des décisions prises par le comité directeur et le bureau exécutif. Le secrétariat national, assure ainsi la gestion du parti.
- Premier secrétaire : Lionel Jospin
- Secrétaire nationale aux luttes des Femmes : Edwige Avice
- Secrétaire national aux questions économiques et sociales : Pierre Bérégovoy
- Secrétaire nationale aux luttes aux droits de l'Homme et libertés : Pierre Brana
- Secrétaire nationale à l'urbanisme : Robert Chapuis
- Secrétaire nationale aux problèmes économiques : Edith Cresson
- Secrétaire national aux fédérations et au contentieux : Marcel Debarge
- Secrétaire national aux relations extérieurs : Michel Delebarre
- Secrétaire national à la communication : Henri Emmanuelli
- Secrétaire national à la formation et à l'éducation : Laurent Fabius
- Secrétaire national aux questions européennes : Pierre Guidoni
- Secrétaire national à la Culture  : Jack Lang
- Secrétaire national aux relations internationales : Louis Le Pensec
- Secrétaire national aux collectivités locales et aux problèmes de société : Pierre Mauroy
- Secrétaire national aux élections : Louis Mermaz
- Secrétaire national aux entreprises et au monde du Travail : Georges Sarre
- Secrétaire national aux études et au programme :  Dominique Strauss-Khan
- Trésorier : André Laignel
- Porte-parole : Jean-Jacques Queyranne

## Suite
Nommé ministre en mai 1988, après la réélection de Mitterrand, Lionel Jospin démissionne du poste de premier secrétaire. Pour lui succéder, le président de la République propose son ancien premier ministre Laurent Fabius, mais Lionel Jospin et une partie des mitterrandistes s'y opposent. Une primaire est alors organisée au sein du courant majoritaire A-B (mitterrandiste-mauroyiste) entre Laurent Fabius et Pierre Mauroy. Pierre Joxe tente sans succès d'éviter l'affrontement en proposant la candidature de Louis Mermaz. Finalement, Pierre Mauroy l'emporte par 63 voix contre 54 à M. Fabius, qui obtient la présidence de l'Assemblée nationale comme lot de consolation.